# بابور إكسبراس
بابور إكسبراس (بالفرنسية: Babour Express)‏ هي شركة نقل مائي تونسية بدأت رحلاتها في 8 مارس 2018، وتستعمل باخرتين سريعتين للربط بين مدن صفاقس وقابس مع جزيرة جربة.

## التجهيزات والخطوط
تستغل الشركة باخرتين سريعتين، تتكونان من 60 مقعدا لكل منهما. قامت كذلك بافتتاح مقر لها في مدينة صفاقس يحتوي قاعة انتظار، إلى جانب قاعتي انتظار أخريين في قابس وجربة.

الخطوط البحرية هي:
- صفاقس - جربة (ساعتين).
- قابس - جربة (ساعة ونصف).

## روابط خارجية
- الموقع الرسمي.